# Matt Mitchell
Matt Mittchell, né le 16 mars 1957 à Berkeley, est un joueur américain de tennis.

## Palmarès

### Titre en simple (1)
| No | Date       | Nom et lieu du tournoi      | Catégorie  | Dotation  | Surface         | Finaliste | Score         |  |
| -- | ---------- | --------------------------- | ---------- | --------- | --------------- | --------- | ------------- |  |
| 1  | 15-10-1984 | Melbourne Indoor, Melbourne | Grand Prix | 150 000 $ | Moquette (int.) | Pat Cash  | 6-4, 3-6, 6-2 |  |

### Finale en simple (1)
| No | Date       | Nom et lieu du tournoi            | Catégorie | Dotation | Surface    | Vainqueur   | Score    |  |
| -- | ---------- | --------------------------------- | --------- | -------- | ---------- | ----------- | -------- |  |
| 1  | 08-08-1983 | Fazio's Tennis Classic, Cleveland |           | 25 000 $ | Dur (ext.) | Marty Davis | 6-3, 6-2 |  |

### Titres en double (7)
| No | Date       | Nom et lieu du tournoi                      | Catégorie           | Dotation  | Surface         | Partenaire         | Finalistes                 | Score         |          |
| -- | ---------- | ------------------------------------------- | ------------------- | --------- | --------------- | ------------------ | -------------------------- | ------------- | -------- |
| 1  | 06-10-1980 | Robinson's Classic Brisbane                 | GP World Series     | 50 000 $  | Gazon (ext.)    | John McEnroe       | Phil Dent Rod Frawley      | 8-6           |          |
| 2  | 29-09-1981 | Island Holidays Pro Tennis Maui             | Grand Prix          | 50 000 $  | Dur (ext.)      | Tony Graham        | John Alexander Jim Delaney | 6-3, 3-6, 7-6 |          |
| 3  | 04-10-1982 | Melbourne Indoor Melbourne                  | Grand Prix          | 100 000 $ | Moquette (int.) | Francisco González | Syd Ball Rod Frawley       | 7-6, 7-6      |          |
| 4  | 06-08-1984 | Society Bank Western Open Champ's Cleveland |                     | 75 000 $  | Dur (ext.)      | Francisco González | Marty Davis Chris Dunk     | 7-6, 7-5      |          |
| 5  | 20-08-1984 | Tournoi de tennis de Cincinnati Cincinnati  | Championship Series | 300 000 $ | Dur (ext.)      | Francisco González | Sandy Mayer Balázs Taróczy | 4-6, 6-3, 7-6 | Parcours |
| 6  | 01-10-1984 | GWA Mazda Tennis Classic Brisbane           | GP World Series     | 100 000 $ | Moquette (int.) | Francisco González | Broderick Dyke Wally Masur | 6-7, 6-2, 7-5 |          |
| 7  | 21-10-1985 | Melbourne Indoor Melbourne                  | Grand Prix          | 100 000 $ | Moquette (int.) | Brad Drewett       | David Dowlen Nduka Odizor  | 4-6, 7-6, 6-4 |          |

### Finales en double (3)
| No | Date       | Nom et lieu du tournoi                | Catégorie | Dotation  | Surface         | Vainqueurs                         | Partenaire         | Score         |  |
| -- | ---------- | ------------------------------------- | --------- | --------- | --------------- | ---------------------------------- | ------------------ | ------------- |  |
| 1  | 09-08-1982 | Fazio's Tennis Classic Cleveland      |           | 75 000 $  | Dur (ext.)      | Victor Amaya Hank Pfister          | Craig Wittus       | 6-4, 7-6      |  |
| 2  | 08-08-1983 | Fazio's Tennis Classic Cleveland      |           | 25 000 $  | Dur (ext.)      | Mike Myburg Christo van Rensburg   | Francisco González | 7-6, 7-5      |  |
| 3  | 24-03-1986 | ABN World Tennis Tournament Rotterdam |           | 250 000 $ | Moquette (int.) | Stefan Edberg Slobodan Živojinović | Wojtek Fibak       | 2-6, 6-3, 6-2 |  |